# Chitwoodchabaudia skryabini
Die Chitwoodchabaudia skryabini (benannt nach den Parasitologen May Belle Hutson Chitwood, Alain Chabaud und Konstantin Iwanowitsch Skrjabin) ist ein Spulwurm, der als Parasit den Dünndarm beim Krallenfrosch befällt. Er ist der einzige Vertreter der Familie Chitwoodchabaudiidae und damit auch in der Unterfamilie Chitwoodchabaudiinae und Gattung Chitwoodchabaudia.

## Merkmale
Die Familie hat die Eigenschaften der Seuratoidea, die sich von den anderen Familien dadurch unterscheidet, dass der Ösophagus in einen vorderen muskulösen und einen hinteren Drüsenteil differenziert ist. Die Mundhöhle wird von Modifikation des vordersten Ösophagusabschnitts (Ösophastom) gebildet, dessen Wand von Ösophagusgewebe gebildet wird.
Die Kutikula von Chitwoodchabaudia skryabini zeigt eine feine Querstreifung mit etwa 4 µm Abstand. Zervikalflügel fehlen. Der Kopf ist mit einer Kutikulaerweiterung ornamentiert. Die dreieckige Mundöffnung ist von drei kräftigen Lippen umgeben. Der Innenkranz besteht aus sechs Papillen, der äußere aus vier großen medianen und zwei ventrolateralen, welche den Amphiden benachbart sind. Wenig hinter ihnen liegen die kleinen Halspapillen. Der Drüsenteil des Ösophagus ist mit drei großen Drüsen ausgestattet. Ein Bulbus mit Klappen fehlt.
Weibchen sind 13,3 bis 21,1 mm lang und 300 bis 475 µm dick. Der muskulöse Teil des Ösopahgus ist 0,9 bis 1 mm lang, der Drüsenteil 0,75 bis 1 mm. Der Nervenring liegt 0,3 bis 0,45 mm hinter dem Vorderende, die Deiriden 0,9 bis 1 mm, die Exkretionspore 1,3 bis 1,6 mm. Die Vulva liegt 2,7 bis 3,7 mm vor dem Anus, der Schwanz ist 1,1 bis 1,6 m lang. Die Phasmiden liegen 0,85 bis 1 mm vor dem Hinterende. Der weibliche Geschlechtsapparat ist etwa 21 mm lang, der Ovijektor 0,5 mm. Von letzterem gehen die beiden gegenüberliegenden Uteri aus, die 4 bis 5 mm lang sind. Sie gehen in die 2,3 mmlangen Eileiter über. Der vordere Eierstock liegt 9 mm hinter dem Vorderende, der hintere 0,5 mm vor der Schwanzspitze. Die Eier sind 80–90 × 53–64 µm groß und haben im Inneren vier bis sechs Zellstadien.
Männchen sind 11,3 bis 14,4 mm lang und 0,2 bis 0,27 mm dick. Der muskulöse Teil des Ösopahgus ist 0,75 bis 0,98 mm lang, der Drüsenteil 0,775 bis 1 mm. Der Nervenring liegt 0,3 bis 0,45 mm hinter dem Vorderende, die Deiriden 0,75 bis 0,975 mm, die Exkretionspore 1,2 bis 1,4 mm. Das Schwnazende ist bauchwärts gekrümmt. Die Spicula sind 0,14 bis 0,17 mm lang. Die Schwanzpapillen sind reduziert. Eine unpaare liegt vor der Kloake und beidseits zwei daneben. Der unpaare Hoden liegt 3 mm vor dem Schwanzende und erstreckt sich bis zu 3 mm hinter dem Vorderende.